# Herman Bang
Pour les articles homonymes, voir Bang.
Herman Joachim Bang est un écrivain et journaliste danois, né le 20 avril 1857 à Als, Jutland, mort le 29 janvier 1912  à Ogden, Utah.

## Biographie
Fils de pasteur, Herman Bang fut très tôt orphelin de sa mère. Toute sa vie, il en ressentit une certaine frustration qui transparaîtra dans son œuvre et notamment dans son premier roman Haabløse slægter (Familles sans espoir) écrit en 1880.
Herman Bang fut également journaliste littéraire dont les articles paraîtront dans divers recueils, les premiers ont été édités alors qu'il avait à peine 20 ans.
La deuxième moitié des années 1880 le vit séjourner à l'étranger (Berlin, Vienne, Prague) d'où il écrivit de nombreux articles pour la presse danoise. Ces années furent les plus prolifiques d'Herman Bang. 
Influencé dans ses premiers romans par le naturalisme français, il évoluera ensuite vers l'impressionnisme. Ses œuvres décrivent des existences manquées ou malheureuses. Homosexuel, refoulé par les codes moraux de l'époque, ses sentiments transparaissent dans les relations hétérosexuelles de ses personnages. Il est considéré comme l'un des maîtres de la littérature danoise en ce qui concerne les portraits psychologiques féminins.
Il est mort aux États-Unis où il s'était rendu pour une tournée de conférences.
Il fut plusieurs fois adapté au cinéma.

## Principales œuvres

### Recueils d'articles
- Realisme og Realister (Réalisme et réalistes), 1879
- Kritiske Studier (Études critiques), 1880
- Herhjemme og derude (Chez nous et à l'étranger), 1881

### Romans et nouvelles
- Haabløse Slægter (Familles sans espoir), 1880
- Excentriske Noveller (Nouvelles excentriques), 1885
- Ved Vejen (Au bord de la route), 1886. Porté à l'écran par Max von Sydow en 1988 sous le titre Katinka
- Stuk (Stuc), 1887
- Tine, 1889. Porté à l'écran par Knud Leif Thomsen en 1964
- Under Aaget (Sous le joug), 1890
- Ti Aar (Dix ans), 1891
- Ida Brandt, 1896. Traduction française d'Elena Balzamo, éditions Phébus (2013)
- Sommerglæder (Plaisirs d'été), 1901 (traduction française de Terje Sinding, éditions Circé (1998)
- Mikaël, 1904. Porté à l'écran par Mauritz Stiller en 1916 et par Carl Theodor Dreyer en 1924. Traduction française d'Elena Balzamo, éditions Phébus (2012)
- De uden Fædreland (Les Sans-Patrie), 1906.

## Adaptations au cinéma
- 1911 : Les Quatre Diables (da) (De fire Djævle) d'Alexander Christian et Robert Dinesen
- 1916 : Les Ailes de Mauritz Stiller, d'après son roman Mikaël (1904)
- 1920 : Les Quatre Diables (de) (Die Benefiz-Vorstellung der vier Teufel) d'A. W. Sandberg
- 1924 : Michaël (Mikaël) de Carl Theodor Dreyer, d'après son roman Mikaël (1904)
- 1928 : Les Quatre Diables (Four Devils), film muet américain réalisé par Friedrich Wilhelm Murnau